# State Shield 2001/02
Die State Shield 2001/02 war die 31. Austragung der nationalen List-A-Cricket-Meisterschaft in Neuseeland. Der Wettbewerb wurde zwischen dem 2. Januar 2002 und 2. Februar 2002 zwischen den sechs neuseeländischen First-Class-Mannschaften ausgetragen. Im Finale konnten sich die Wellington Firebirds gegen die Canterbury Wizards mit 53 Runs durchsetzen.

## Format
Die sechs Mannschaften spielen in einer Gruppe jeweils zwei Mal gegen die anderen Mannschaften. Für einen Sieg gibt es vier Punkte, für ein Unentschieden oder No Result zwei und für eine Niederlage keinen Punkt. Ein Bonuspunkt wird vergeben, wenn bei einem Spiel die eigene Run Rate die des Gegners um das 1,25-Fache übersteigt. Des Weiteren ist es möglich, dass Mannschaften Punkte abgezogen bekommen, wenn sie beispielsweise zu langsam spielen. Der Zweit- und Drittplatzierte der Vorrunde spielen ein Halbfinale, dessen Sieger gegen den Ersten der Vorrunde im Finale den Sieger des Turniers ermitteln.

## Resultate

### Gruppenphase
Tabelle
| Teams              | Sp. | S | N | U | R | NR | A | BP | Ded | Punkte | NRR    |
| ------------------ | --- | - | - | - | - | -- | - | -- | --- | ------ | ------ |
| Wellington         | 10  | 8 | 1 | 0 | 0 | 0  | 1 | 4  | 0   | 38     | +0.799 |
| Northern Districts | 10  | 7 | 2 | 0 | 0 | 1  | 0 | 5  | 0   | 35     | +0.465 |
| Canterbury         | 10  | 5 | 4 | 0 | 0 | 0  | 1 | 3  | 0   | 25     | +0.212 |
| Otago              | 10  | 2 | 5 | 0 | 0 | 2  | 1 | 0  | 0   | 14     | −0.442 |
| Central Districts  | 10  | 2 | 7 | 0 | 0 | 0  | 1 | 1  | 0   | 11     | −0.558 |
| Auckland           | 10  | 2 | 7 | 0 | 0 | 1  | 0 | 0  | 0   | 10     | −0.633 |

## Playoffs

### Halbfinale
| 30. Januar Scorecard | Hamilton | Northern Districts 209 (49.5)    | – | Canterbury 213-8 (49.4) |
|                      |          | Canterbury gewinnt mit 2 Wickets |   |                         |

### Finale
| 2. Februar Scorecard | Wellington | Wellington 200-9 (50)          | – | Canterbury 147 (44.3) |
|                      |            | Wellington gewinnt mit 53 Runs |   |                       |